# Guatapurí
A Guatapurí Kolumbia egyik folyója. Neve a csimila nyelvből származik, jelentése hideg víz.

## Leírás
A teljes hosszában Cesar megye területén folyó Guatapurí Kolumbia északi részén ered a tenger szintje felett mintegy 4400 méteres magasságban, a Sierra Nevada de Santa Marta hegységben található Curigua-tóból. Innen összességében délkeleti irányban folyik Valledupar városáig, amelynek közelében a Cesar folyóba torkollik. Útja során 85 km-t tesz meg, nagyjából 20%-os átlagos eséssel. Vízgyűjtő területe 836 km², átlagos vízhozama 11 m³/s. Medre viszonylag keskeny, többnyire sziklás partokkal szegélyezett.
Legjelentősebb mellékfolyói a Donachui, a Curiba, a Los Mangos és a Mamanqueca. Vizét többek között Valledupar vízellátására is hasznosítják.
Valledupar északi részén található a folyón a Hurtado nevű fürdőhely, a turisták kedvelt célpontja.

## A kultúrában
A Guatapuríhoz kapcsolódó legismertebb legenda úgy tartja, hogy egyszer egy lány szülei tiltása ellenére nagycsütörtök napján fürdött a folyóban, ezért sellővé változott. Azóta sokféle mese született arról, hogy egyesek újra felbukkanni vélték ezt a sellőt. Történetét ma egy arany színű sellőszobor is megörökíti, amelyet a folyó partján állítottak fel.
Több dal is született a folyóval kapcsolatban: ilyen például Alejandro Narvaez Río Guatapurí című dala, Libardo Florestől a Guatapurí, Julio César Mezától a Siempre te voy a amar és Nicolás (Colacho) Maestre dala, az El Rey del Valle.

## Veszélyeztetettség
Az emberi tevékenység a Guatapurí folyót is veszélyezteti. Különösen középső vidékén, Valledupar közelsége miatt alakítottak ki nagy, legeltetésre alkalmas területeket. A Santa Marta-hegységben, ahol amúgy is kevés volt a fa, további erdőirtások történtek, így megnőtt az erózió és a földcsuszamlások veszélye. Mindezt súlyosbítja, hogy hiányzik a területen a vízügyi felügyelet, és gyakoriak az égetések, magából Valleduparból pedig sok szennyezőanyag jut a vízbe, mivel a városnak főként a lepusztult szegénynegyedei találhatók a folyó közelében.

## Képek

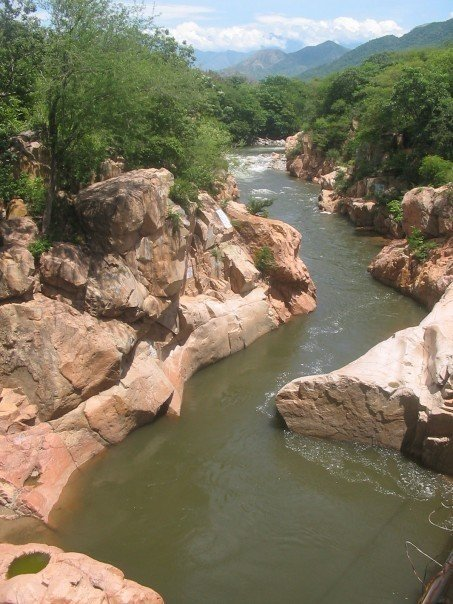
A folyó Valleduparnál
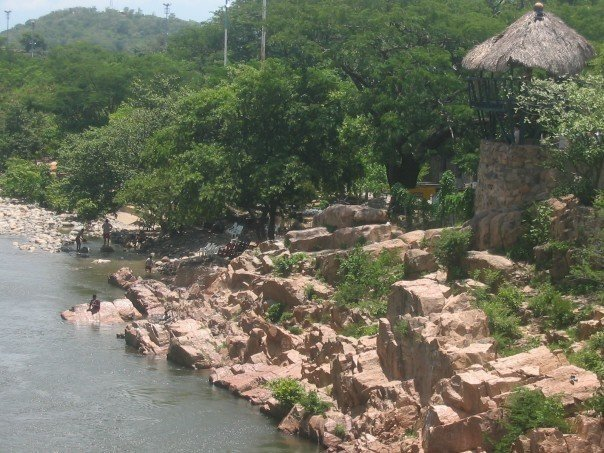
Folyópart Valleduparnál
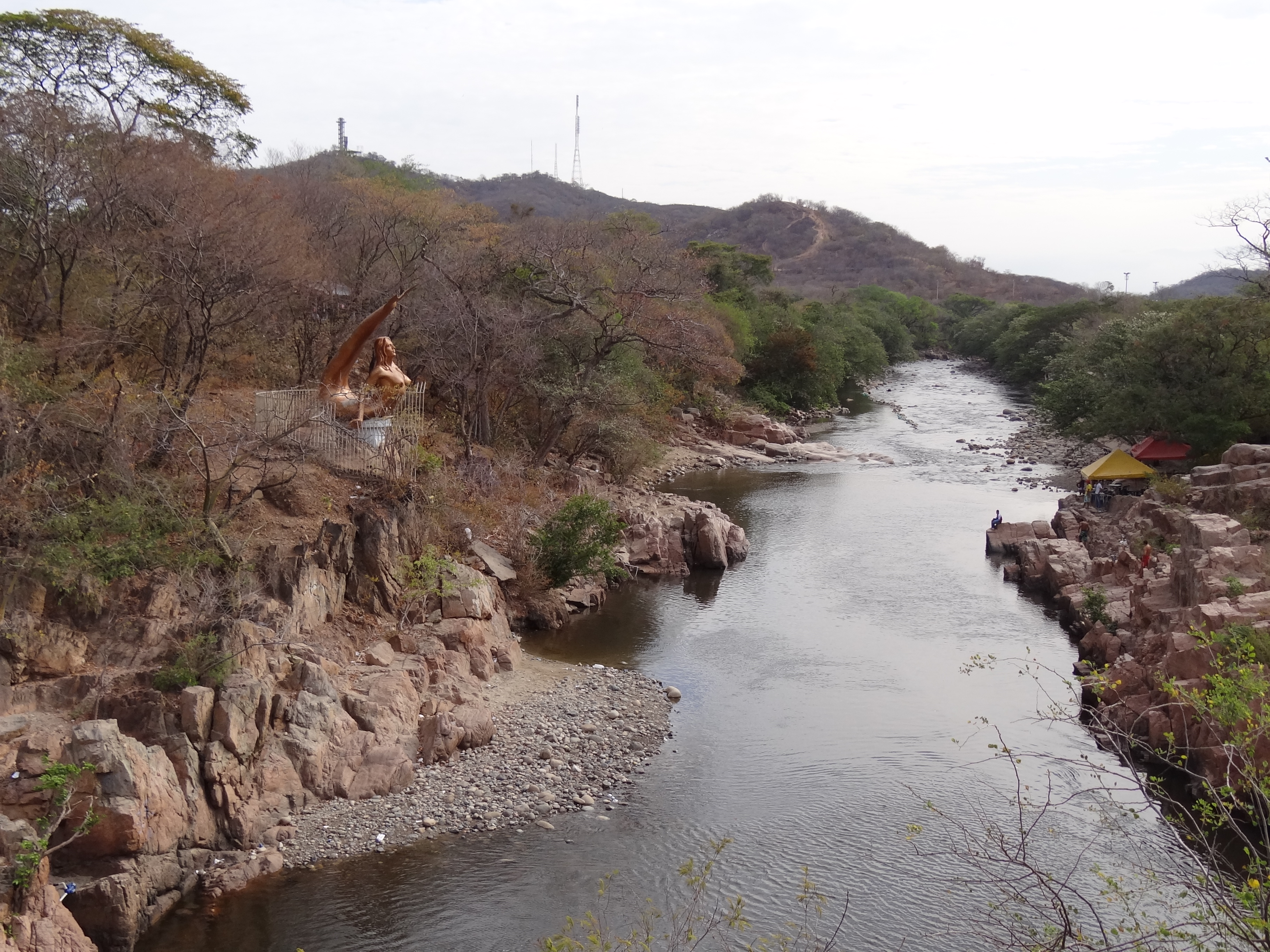
A folyó és a sellőszobor
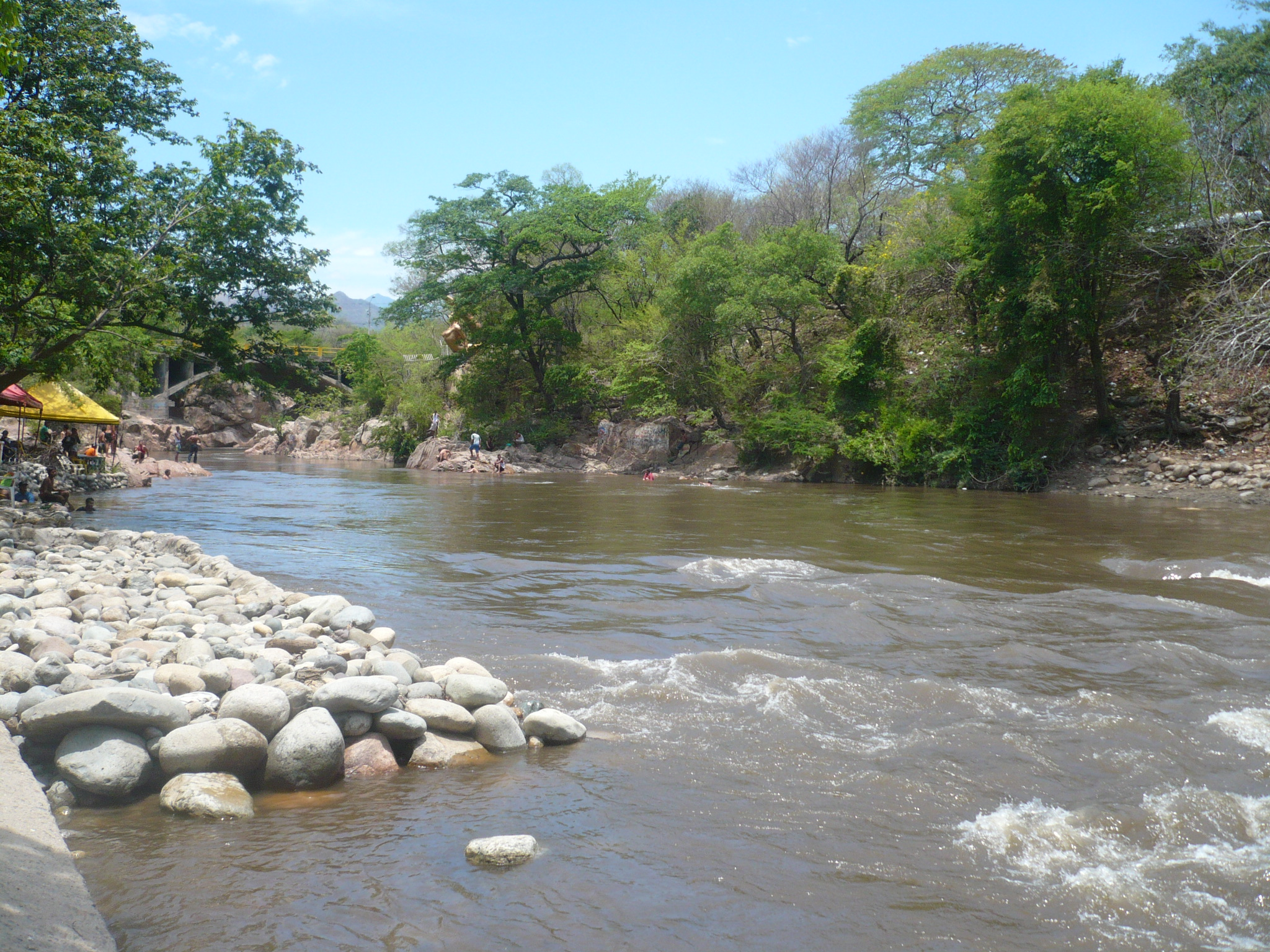
Folyópart